# 小行星9585
小行星9585（英語：9585）是一颗围绕太阳公转的小行星。1990年8月28日，亨利·E·霍爾特在帕洛马山发现了此天体。
这颗小行星的绝对星等为49.0235515455847等。